# Hidrogén-tetrakloro-aurát
A hidrogén-tetrakloro-aurát vagy pontosabban hidrogén-tetrakloro-aurát(III) (HAuCl4) egy komplex vegyület, ami az arany királyvízben való oldásakor keletkezik. Sárga vagy barna színű, kristályos vegyület. Ezt száraz levegőn állva barnásvörös színű, három molekula kristályvizet tartalmazó módosulattá (trihidráttá) alakul, aminek az aranytartalma 50,01%. Feloldódik vízben, alkoholban és éterben is. A vizes oldat sárga színű, maró és mérgező tulajdonságú. A vegyület íze fanyar, kesernyés.

## Kémiai tulajdonságai
A hidrogén-tetrakloro-aurát egybázisú, gyenge savként viselkedik. Vizes oldatban H+ és [AuCl4]- ionokra disszociál. A sóit kloro-aurátoknak nevezik. A legjelentősebb sója a kálium-tetrakloro-aurát(III).

## Előállítása
Arany királyvízben való oldásával állítják elő. Ekkor a vegyület oldata keletkezik, amiből besűrítéssel kristályosítják ki. A körülményektől függően (hőmérséklet, besűrítés mértéke) trihidrát vagy tetrahidrát válik ki.
Az arany királyvízben oldásának reakcióegyenlete:
{\displaystyle \mathrm {Au+HNO_{3}+4\ HCl\rightarrow H[AuCl_{4}]+NO+2\ H_{2}O} }

## Felhasználása
A fényképészetben, aranyozó folyadékok készítésére, illetve az analitikai kémiában használják.

## Lásd még
- Hexakloro-platina(IV)-sav, a platina királyvízben oldásakor keletkező vegyület